# عملية بوليز
التدخل العسكري لمجموعة التنمية لإفريقيا الجنوبية (SADC) في ليسوتو، ويطلق عليها اسم «عملية بوليز». كانت اجتياحاً عسكرياً لليسوتو عام 1998، شنتها مجموعة التنمية لإفريقيا الجنوبية بقيادة جنوب إفريقيا من خلال قوات الدفاع الوطني التابعة لها (SANDF). كان من المفترض أن تنضم قوات من بوتسوانا للقوات جنوب الإفريقية عندما عبروا الحدود لقمع انقلاب اُشتبه به. غير أن وحدات بوتسوانا ضلت طريقها، فدخلت قوات جنوب إفريقيا الأراضي غير الساحلية لمملكة ليسوتو. أدى وقوع حادثة سدّ كاتس إلى وقوع أعمال شغب في عاصمة ليسوتو، ماسيرو، مستهدفة بشكل أساسي مشاريع الأعمال الجنوب إفريقية. لكن سرعان ما امتدّ ذلك، فتعرض جزء كبير من وسط مدينة ماسيرو لأضرار كبيرة كما في المحال التجارية والفنادق التي تعرضت للنهب والحرق.
بدأت المشاكل في مارس 1998، عندما أسفرت الانتخابات النيابية في ليسوتو عن فوز ساحق بالأغلبية لحزب مؤتمر ليسوتو من أجل الدموقراطية (LCD) الحاكم، والذي فاز بـ79 مقعداً من أصل 80. بيد أن مزاعم بتزوير الانتخابات سرعان ما ظهرت. وبعد فشل الدعوى القضائية التي قدمتها أحزاب المعارضة، اندلعت أعمال شغب واسعة، كما جرى الحديث في أغسطس وسبتمبر عن انقلاب محتمل من جيش ليسوتو الصغير.
في شهر سبتمبر وبينما كان رئيس جنوب إفريقيا نيلسون مانديلا خارج البلاد، قام قائد حزب إنكاثا فريدوم ووزير الشؤون الداخلية في الحكومة التي يقوها المؤتمر الوطني الإفريقي وقتها مانغوسوتو بوثيليزي بالتصرف مكانه. والذي أخذ على عاتقه تحمل مسؤولية أوامره لقوات الدفاع الوطني لقيادة مجموعة التنمية لإفريقيا الجنوبية من أجل تدخل في ليسوتو، فدخل زهاء 700 جندي جنوب إفريقي ليسوتو في الثاني والعشرين من سبتمبر. أيد مانديلا قرار الغزو فيما بعد. كانت جنوب إفريقيا حريصة بشكل خاص على ضمان سيطرتها على سد كاتس الواقع في جبال مالوتي فوق ماسيرو، والذي يقوم بتزويد مناطق ويتواترسراند الصناعية الرئيسية في جنوب إفريقيا بمعظم المياه.
اندلعت أعمال السلب والنهب وإشعال الحرائق، واستغرق الأمر عدة سنوات لإعادة بناء وسط مدينة ماسيرو. انسحبت قوات مجموعة التنمية (SADC) في شهر مايو 1999.